# Pudelpointer
Pudelpointer – jedna z ras psów, należąca do grupy wyżłów, zaklasyfikowana do sekcji i typu wyżłów kontynentalnych, w podsekcji psów w typie gończego. Podlega próbom pracy.

## Charakterystyka ogólna
Pudelpointer jest rasą psów myśliwskich, zaliczanych do tzw. legawców, powstałą pod koniec XIX wieku. Na skutek skrzyżowania w Niemczech, pointera z pudlem uzyskano rasę przystosowaną do wszechstronnej pracy łowieckiej na każdym terenie. Ceniony przez myśliwych za dobry węch, zapalczywość w pracy oraz szybkość, jest uznawany za rasę unikatową, liczniej hodowany jest tylko w Niemczech.

### Wygląd
Pudelpointer ma głowę średniej długości, z długą i szeroką kufą. Oczy są okrągłe i duże, barwy żółtej lub żółtobrązowej. Uszy są średniej wielkości, przylegające i opadające płasko. Grzbiet jest krótki i prosty, o mocnych lędźwiach, brzuch jest podkasany. Kończyny są długie i umięśnione. Ogon skopiowany jest noszony poziomo.
Umaszczenie jest brązowe, rudobrązowe lub czarne, o włosie szorstkim i nastroszonym, średnio długim. Według wzorca FCI niedopuszczalna jest szata barwy białej i nadmiernie pręgowanej.